# 훌리오 세사르 라 크루스
훌리오 세사르 라 크루스 페라사(스페인어: Julio César La Cruz Peraza, 1989년 8월 11일~)는 쿠바의 권투 선수이다. 2016년 하계 올림픽 라이트헤비급에서 금메달을 획득했으며, 2020년 하계 올림픽 헤비급에서 금메달을 획득했다. 또한 세계 선수권 대회에서 5회 우승(2011, 2013, 2015, 2017, 2021)을 달성했으며 팬아메리칸 게임에서 4회 우승(2011, 2015, 2019, 2023)을 차지했다.